# 荷花池 (宁波市)
荷花池位于中国浙江省宁波市鄞州区姜山镇走马塘村中新屋前，现有大、中、小荷花池三座，位于前新屋与中新屋之间，中新屋前为大池，呈东西向长方形，为原始建筑，保留有二座长桥，均为三墩四孔平梁桥，前新屋后面西侧为中池，呈南北向长方形，文革时曾填埋，现重新发掘复建，前新屋后面东侧为小池，位于与大池西端平行南侧，呈东西向长方形，为新建池，各池均以条石围砌，2010年9月公布为鄞州区文物保护单位:430。